# 大内ライダー
大内 ライダー（おおうち ライダー、1984年10月19日 - ）は、日本のベーシスト、ライター、マネージャー。一時期、大内 雷電（おおうち らいでぃーん）名義としていた。本名は大内 貴博（おおうち たかひろ）。栃木県大田原市出身。
2023年現在、太平洋不知火楽団、科楽特奏隊でベーシストとして活動する傍ら、女性アイドルグループ・ZOCのマネージャーを務めている。また、『映画秘宝』（双葉社）などで主に特撮についての文章を寄稿している。

## 略歴
栃木県立矢板東高等学校、日本大学芸術学部卒業。
2005年、太平洋不知火楽団を結成。事務所に所属しないDIYスタイルの活動ながら「FUJI ROCK FESTIVAL」「SUMMER SONIC」等にも出演。2012年活動休止、2015年解散。2018年再結成。
大森靖子と知り合い、2011年に大森靖子&THEピンクトカレフを結成、2015年、『トカレフ』でavex traxからメジャーデビューするが同年解散。
太平洋不知火楽団の活動休止直後、ロックフェス「夏の魔物」の主催者・成田大致から連絡があり、2012年に成田のバンド・SILLYTHINGに加入。その後、DPG→夏の魔物→THE 夏の魔物で活動。2015年4月24日、「大内雷電」に改名。2015年にポニーキャニオンよりメジャーデビュー。2017年にTHE 夏の魔物としてvapより再メジャーデビュー、2018年にはビクターエンタテインメントに移籍した。2019年1月2日、同年1月6日の公演に出演しないことをツイート、そのままTHE 夏の魔物を脱退。同年2月4日、「大内ライダー」に再改名。
2012年には、ウルトラマンシリーズの「科学特捜隊」をもじったバンド名を思いつき、特撮好きということで意気投合したタカハシヒョウリ（オワリカラ）にメールを送ったことから、特撮リスペクトバンド・科楽特奏隊結成。元POLYSICSのナカムラリョウ、現フレンズのおかもとえみらも参加。円谷プロダクションの公認のもと、2017年には徳間ジャパンコミュニケーションズよりメジャーデビュー。
2015年、(M)otocompoに加入。2018年、諸般の事情で(M)otocompo活動を休止。
2020年、「Bar黒月」の副店長に就任。2020年12月退職。
2021年2月、大森靖子が代表を務めるTOKYO PINKに入社、2024年までZOCのマネージャーを務める。
2021年4月、イースト・プレスより古生物学者の芝原暁彦との共著『特撮の地球科学 古生物学者のスーパー科学考察』を出版。
2022年、井口昇脚本・監督による映画「IDOL NEVER DiES」に出演。

## 著書
- 『特撮の地球科学 古生物学者のスーパー科学考察』（2021年4月19日、イースト・プレス）※芝原暁彦との共著